# Contenció
La contenció (de l'anglès containment), també dita contenció global, fou una política adoptada pels Estats Units cap a la Unió Soviètica durant els primers anys de la Guerra Freda. El propòsit d'aquesta política era derrotar a la Unió Soviètica impedint l'expansió del territori sota control de règims comunistes i tot altre tipus d'expansió de la seua influència.

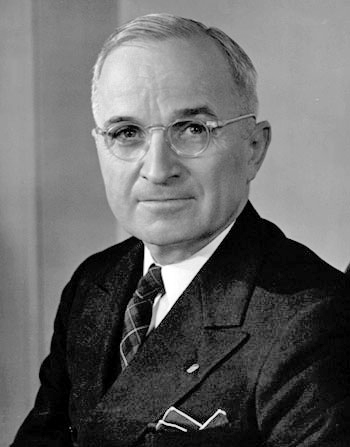
Harry S. Truman (1945)

## Concepte
El concepte de contenció sorgeix principalment de la idea segons la qual l'aïllament condueix a l'estancament. El Departament d'Estat nord-americà confiava que el resultat de la contenció global conduiria a la victòria dels Estats Units i els seus aliats sobre la Unió Soviètica i els seus aliats.

## Història
La política de contenció va ser esbossada primerament per George F. Kennan en el seu famós  Telegrama Llarg, publicat en 1947 en la revista Foreign Affairs sota el títol de Les fonts del comportament soviètic i conegut també com el Article X, per haver estat signat amb aquest pseudònim.
Kennan sostenia que l'objectiu primordial dels Estats Units havia de ser impedir la difusió del comunisme a les nacions no comunistes; és a dir, "contenir" el comunisme dins de les seves fronteres. La doctrina Truman apuntava a aquest objectiu i la contenció era un dels seus principis clau. Un corol·lari de la contenció era la teoria de l'efecte dòmino, segons la qual permetre que un estat regional iniciés un procés revolucionari cap al socialisme amenaçaria a tota aquesta regió.
Després de la Guerra de Vietnam Kennan va sostenir que les seves idees havien estat malinterpretades i que ell mai havia promogut la intervenció militar sinó tan sols el suport econòmic als aliats.
La contenció es va convertir en el principal objectiu de la política de seguretat nacional dels Estats Units a partir d'un discurs pronunciat pel president Harry Truman davant el congrés el 12 de març de 1947, durant la Guerra Civil Grega (1946-1949), quan va insistir que si Grècia i Turquia no rebien l'ajuda que necessitaven, inevitablement quedarien sota la influència del camp socialista, la qual cosa produiria a la regió un efecte dòmino.
La primera explosió d'una arma nuclear soviètica en 1949 va incrementar el nivell d'alerta i la percepció de imminència del risc soviètic.

## Orígens
Desenvolupada durant l'era de Stalin, la política de contenció derivava de la creença que el comunisme en general, i el sistema soviètic en particular, necessitaven establir economies globalment controlades per l'estat soviètic. D'una altra manera els països capitalistes podrien continuar acumulant i col·locant capital, incloent capacitat militar, amb una eficiència que no podria ser igualada per les economies planificades del món comunista. Cap a 1968, la doctrina Bréjnev postulava que cada partit comunista era responsable no només davant el seu propi poble sinó també davant tots els països socialistes i abans de res el moviment comunista. Una vegada que un país ingressava en l'òrbita comunista, no se li permetria deixar-la.
Des dels Estats Units es percebia aquesta política com un expansionisme polític i econòmic soviètic. La intervenció soviètica en moviments polítics del Tercer Món, real o inventada, era percebuda com l'eina d'expansió, que permetia no obstant això eludir un conflicte directe amb els Estats Units, que podria haver derivat en una guerra nuclear. Així va començar una etapa de "guerra indirecta" en països en desenvolupament de tot el món, especialment a Àfrica, Àsia, Amèrica Central i Amèrica del Sud.

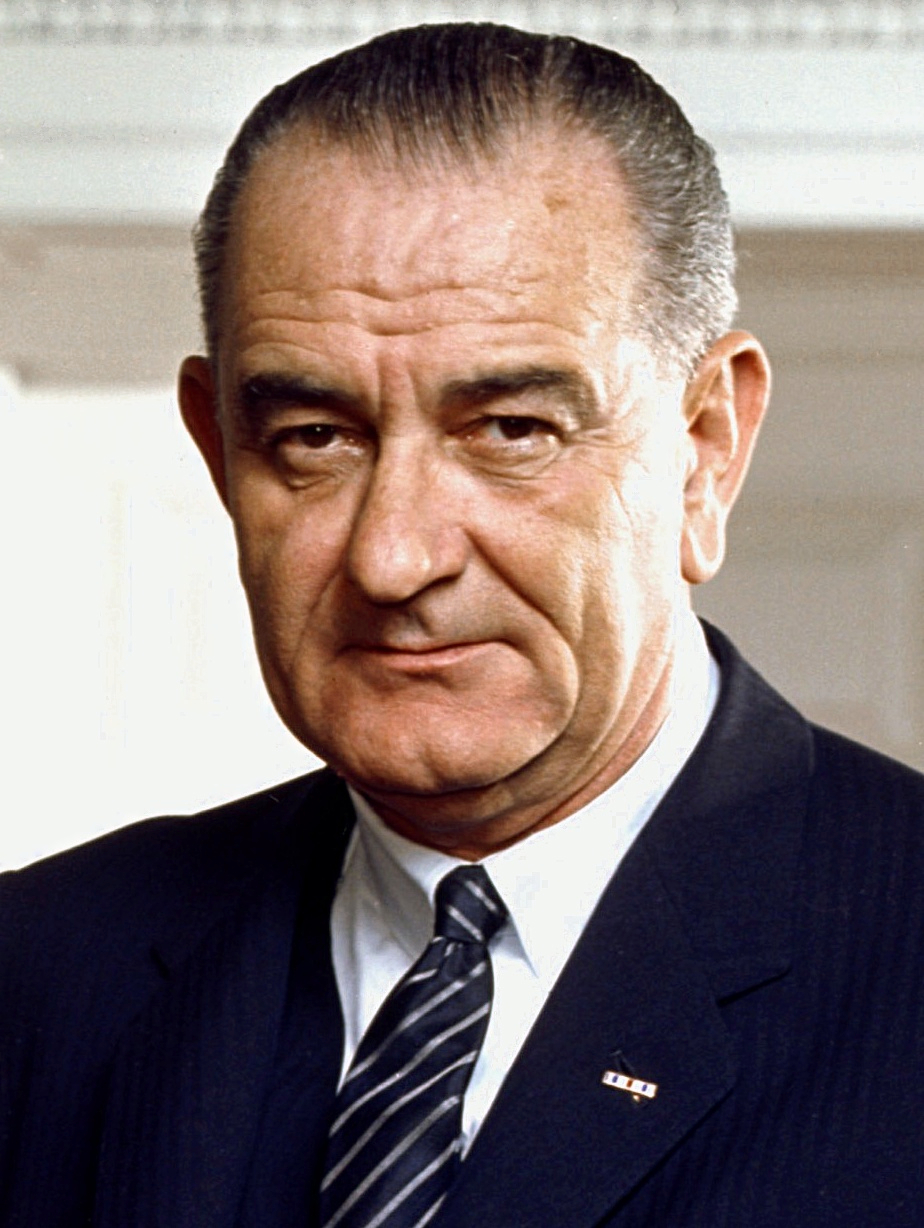
Lyndon B. Johnson

Tots els presidents estatunidencs des de Truman endavant, tant republicans com demòcrates, van adherir a la doctrina de la contenció com a punt central de la política estatunidenca cap a la Unió Soviètica, amb excepció del president Carter, que inicialment va proclamar els drets humans com a prioritat de la seva administració.

## Etapa final
La política de contenció dels Estats Units va evolucionar fins a convertir-se en una oposició per principi a tot desbordament de la Unió Soviètica fora de la seva àrea d'influència. No obstant això la política va sofrir algunes reculades i després de la retirada nord-americana de Vietnam va quedar en cert sentit desacreditada. Polítics dels Estats Units postulaven noves teories de détente i coexistència pacífica.

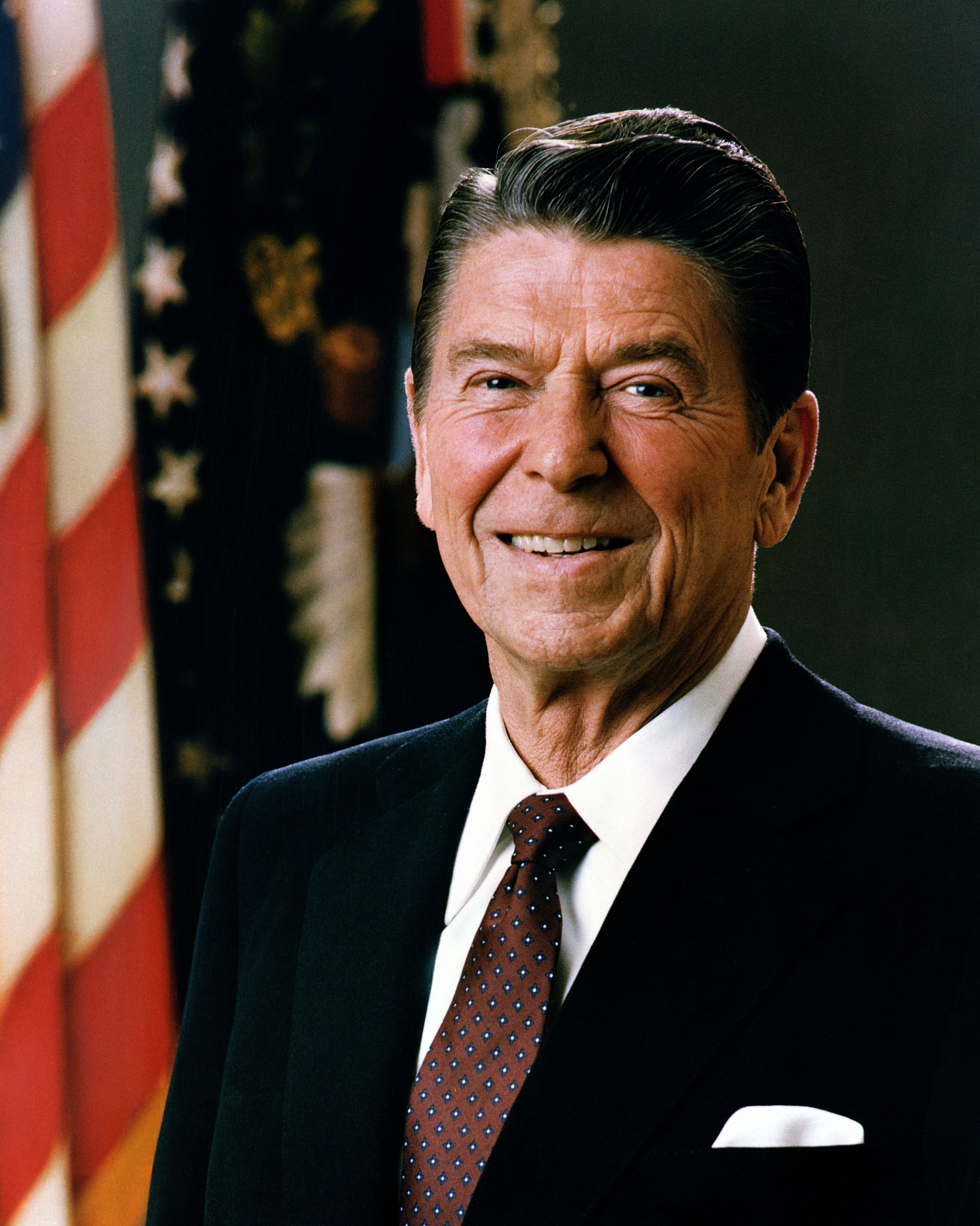
Ronald Reagan

Acabats els anys setanta, marcada per una particular ineficàcia de la política exterior estatunidenca, va ser escollit Ronald Reagan com a president per complir un mandat que es perllongaria durant vuit anys. L'equip de Reagan creia que la détente era errònia i que la coexistència pacífica conduiria a tolerar el desbordament soviètic fora de la seva àrea d'influència; és a dir, que la contenció no havia anat suficientment lluny. En lloc de buscar la contenció com a meta, Reagan creia que els Estats Units havia de derrotar els soviètics per mitjà d'una costosa carrera armamentista que els soviètics no poguessin seguir. Les seves polítiques, que van anar altament controvertides i impopulars en molts països, incloïen nous sistemes de míssils a Europa i l'anomenada Iniciativa de Defensa Estratègica (SDI per les seves sigles en anglès), popularment coneguda com a Guerra de les Galàxies, que immunitzaria als Estats Units enfront de la hipòtesi d'un primer cop nuclear provinent de la Unió Soviètica. És a dir que la contenció no era suficient, sinó que calia derrotar la Unió Soviètica portant la seva economia a la fallida.
La Unió Soviètica va col·lapsar en 1991. Això va marcar la fi oficial de la política de contenció estatunidenca, encara que el concepte va seguir vigent durant un temps respecte de les seves bases en àrees properes a l'antiga Unió Soviètica, com les que hi ha a Islàndia, Alemanya i Turquia. En 2005 Estats Units tenia més de set-centes bases militars d'ultramar a tot el món.
Al món de la postguerra freda els acadèmics havien debatut fins a quin punt la contenció o alguna de les seves variants segueix animant la diplomàcia nord-americana, especialment respecte de la Xina. En un discurs a la Universitat Sophia, a Tòquio, al març de 2005, la secretària d'estat Condoleezza Rice va rendir tribut Kennan i el seu llegat intel·lectual i després es va esplaiar sobre la lògica de les noves aliances que Washington D. C. construïa a Àsia, dient: "a mesura que observem la vida a la Xina... crec que les relacions entre Japó i Estats Units, entre Corea del Sud i Estats Units o entre l'Índia i Estats Units són totes importants per crear un marc en el qual sigui més probable que la Xina exerceixi un paper positiu que negatiu. Aquestes aliances no són contra la Xina; són aliances orientades a una seguretat política i econòmica estable...". L'analista estratègic Siddhartha Varadarajan sosté que aquesta visió de la Xina i els seus veïns és anàloga a la contenció que Kennan preconitzava respecte de la Unió Soviètica.